# (1951) Lick
(1951) Lick es un asteroide perteneciente al grupo de los asteroides que cruzan la órbita de Marte. Su nombre hace referencia a James Lick, empresario estadounidense, fundador del observatorio que lleva su nombre.
Fue descubierto el 26 de julio de 1949 por Carl Alvar Wirtanen desde el Observatorio Lick, en el monte Hamilton, Estados Unidos.